# Institut régional pour sourds et déficients auditifs
L'Institut régional pour sourds et déficients auditifs ou IRESDA désormais renommé IRJS "Institut Régional pour Jeunes Sourds Raymond Barberot" est un établissement d'enseignement spécialisé français pour sourds et déficients auditifs situé à Saint-Jean-de-la-Ruelle dans le département français du Loiret en région Centre-Val de Loire.

## Géographie
L'Institut régional pour sourds et déficients auditifs est implanté à Saint-Jean-de-la-Ruelle, ville de l'agglomération orléanaise, au 26 de la rue Abbé-de-l’Épée, du nom de Charles-Michel de L'Épée (1712-1789), l'un des précurseurs de l’enseignement spécialisé dispensé aux sourds.

## Histoire
Le Père Laveau fonde une école consacrée aux sourds située près de l'église Saint-Laurent à Orléans. L'institution est gérée entre 1839 et 1846 sous la Monarchie de Juillet puis à partir de 1871 au début de la Troisième République par les Frères de l'instruction chrétienne de Saint Gabriel.
Manquant d'espace dans les locaux de leur école d'Orléans, les frères Saint-Gabriel transfèrent l'école spécialisée à Saint-Jean-de-la-Ruelle en 1891 dans un domaine dénommé la Grange aux Groues ou domaine du Gros-Caillou. La chapelle de l'Immaculée attenante à l'école y est construite la même année.
Jean Boyer, connu sous le nom de frère Liborius, dirige de l'école de 1905 à 1932, et fait construire, au début du XXe siècle, de 
nouveaux bâtiments le long de la rue. D'autres sont construits dans le retour d'angle après la Seconde Guerre mondiale. À cette époque, l'école scolarise en internat une centaine de garçons sourds. Un grand parc se trouve à l'arrière.
En 1981, les frères de Saint-Gabriel se retirent.
En 2013, l'association de patronage de l’institution régionale des jeunes sourds d’Orléans qui gère l'école fait construire du côté sud une extension pour polyhandicapés (pas uniquement sourds) et vend le parc à un promoteur immobilier qui y construit des immeubles résidentiels. Les bâtiments constituant le noyau originel de l'école et la chapelle sont également vendus.  

## Description
L’établissement comprend trois sections : une section d’éducation et d’enseignement spécialisés (SEES), une section de première formation professionnelle (SPFP) et une section d’éducation pour enfants déficients auditifs avec handicaps associés (SEEDAHA).